# Dan Brown
Dan Brown [dén bráun], ameriški pisatelj, * 22. junij 1964, Exeter, New Hampshire, ZDA.

## Življenje
Dan Brown je diplomiral na Phillipsovi akademiji v Exetru (Phillips Exeter Academy), kjer je bil kot profesor matematike zaposlen tudi njegov oče. Kasneje se je vpisal na kolidž v Amherstu (Amherst College), kjer je diplomiral leta 1986. Na Phillipsovi Akademiji se je naučil britanske angleščine, ker je hotel postati poklicni pisec. Ima ženo Blythe, ki je umetnostna zgodovinarka in slikarka. Njen vpliv se čuti v prodajni uspešnici Da Vincijeva šifra. Brown se zanima za kriptografijo, šifrirne ključe in kode, ki se neprestano pojavljajo v njegovih zgodbah.

## Dela
- Digitalna trdnjava (Digital fortress, 1998), prevod Andrej Hiti Ožinger, Mladinska knjiga, Ljubljana, 2005 (COBISS)
- Angeli in demoni (Angels and demons, 2000), prevod Nataša Müller, Mladinska knjiga, Ljubljana, 2005 (COBISS)
- Ledena prevara (Deception point, 2001), prevod Andrej Hiti Ožinger, Mladinska knjiga, Ljubljana, 2006 (COBISS)
- Da Vincijeva šifra (Da Vinci code, 2003), prevod Nataša Müller, Mladinska knjiga, Ljubljana 2004 (COBISS)
- Izgubljeni simbol (The Lost Symbol, 2009), prevod Nataša Müller, Mladinska knjiga, Ljubljana, 2010 (COBISS)
- Inferno (2013)
- Izvor (Origin, 2017), prevod Tina Stanek, Mladinska knjiga, Ljubljana, 2017